# 亞歷山大·馬丁諾維奇
亞歷山大·馬丁諾維奇（1987年8月26日—）是一位白俄羅斯足球運動員。在場上的位置是後衛。他現在效力於俄羅斯足球超級聯賽球隊克拉斯諾達爾足球俱樂部。他也代表白俄羅斯國家足球隊參賽。